# Neustrashimy
Neustrashimy (FF 712) (también transcrito Neustrashimyy, ruso: Неустрашимый, literalmente: "intrépido" o "valiente") es el primer buque de la clase Neustrashimy (designación rusa Proyecto 11540 Yastreb) de la Flota del Báltico de la Armada rusa.

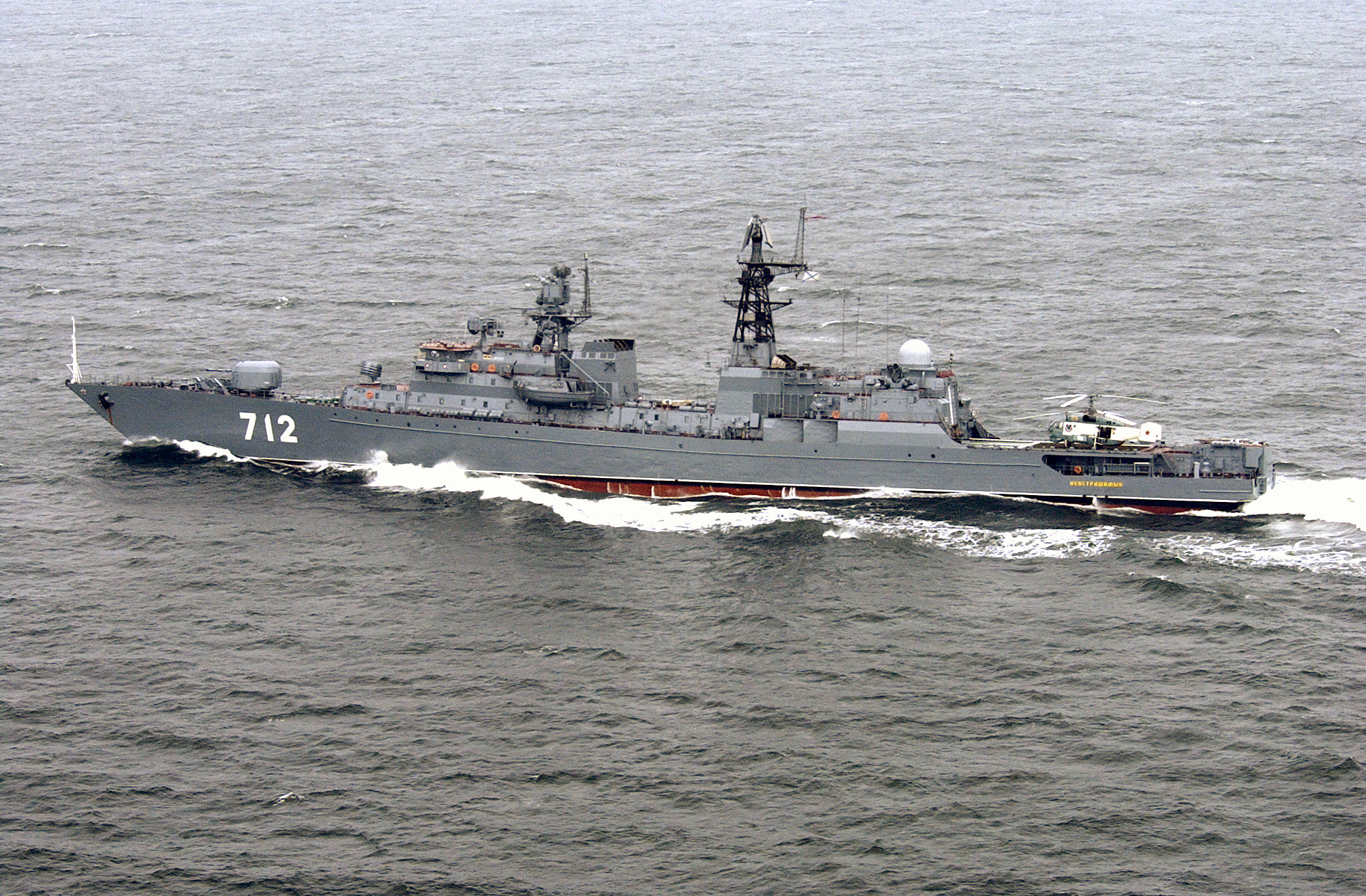
Neustrashimy en 2004.

Entró en servicio en enero de 1993. Tuvo obras de mantenimiento entre 2021 y 2022,y se reincorporó a la flota en abril de 2023.